# إد شامبرلن
إد شامبرلن (بالإنجليزية: Ed Chamberlin)‏ هو مقدم تلفزيوني بريطاني، ولد في 6 فبراير 1974 في Shepton Mallet ‏ في المملكة المتحدة.